# Župnija Zgornji Tuhinj
Župnija Zgornji Tuhinj je rimskokatoliška teritorialna župnija dekanije Kamnik nadškofije Ljubljana.